# Bactromyia aurora
Bactromyia aurora là một loài ruồi trong họ Tachinidae.